# Armand d’Artois
Jules-François-Armand Dartois de Bournonville (* 31. Januar 1845 in Paris; † 13. Dezember 1912 ebenda) war ein französischer Schriftsteller.
D’Artois studierte Rechtswissenschaften und fand anschließend eine Anstellung im Ministerium für öffentliche Bildung. 1884 wurde ihn zum Bibliothekar an die Bibliothèque Mazarine berufen. Dieses Amt hatte er bis an sein Lebensende inne.
Befreundet mit François Coppée, ebnete der ihm den Weg zu anderen Schriftstellern; u. a. lernte er durch Coppée auch den Verleger Alphonse Lemerre kennen, der einige Gedichte von ihm in die später berühmt gewordene Anthologie Le Parnasse contemporain mit aufnahm.
Zusammen mit Kollegen wie Alexandre Dumas der Jüngere und Marie Emmanuel Théaulon de Lambert verfasste d’Artois mehrere erfolgreiche Theaterstücke.
Sieben Wochen vor seinem 67. Geburtstag starb der Schriftsteller. D’Artois fand seine letzte Ruhestätte auf dem Friedhof Père-Lachaise.

## Werke (Auswahl)
- Der Fall Clénceau. Schauspiel in 5 Aufzügen („L’Affaire Clémenceau“). Reclam, Leipzig 1890 (zusammen mit Alexandre Dumas, dem Jüngeren)
- La guerre de cent ans. Drame en 5 actes. 1872 (zusammen mit François Coppée)